# رئیس‌جمهور سوئیس
رئیس‌جمهور سوئیس یا رئیس کنفدراسیون سوئیس، رئیس شورای فدرال سوئیس و رئیس قوه مجریه هفت نفره سوئیس است. این منصب که توسط مجلس فدرال، برای یک سال انتخاب می‌شود، ریاست جلسات شورای فدرال را بر عهده دارد و وظایف نمایندگی ویژه ای را بر عهده می‌گیرد.